# Malborghetto Valbruna
Malborghetto Valbruna es una localidad y comune italiana de la provincia de Udine, región de Friuli-Venecia Julia, con 985 habitantes.

## Evolución demográfica
| Gráfica de evolución demográfica de Malborghetto Valbruna entre 1861 y 2001 |
|                                                                             |
| Fuente ISTAT - elaboración gráfica de Wikipedia                             |